# Pseudocleobis ovicornis
Pseudocleobis ovicornis es una especie de arácnido  del orden Solifugae de la familia Ammotrechidae.

## Distribución geográfica
Se encuentra en Perú.